# Augusto de Campos

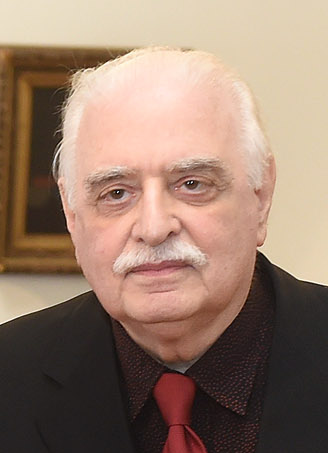
Augusto de Campos (bei Erhalt des Premio Iberoamericano de Poesía Pablo Neruda, 2015)

José Augusto Correia de Campos (* 14. Februar 1931 in São Paulo) ist ein brasilianischer Lyriker, Übersetzer und Musikkritiker.

## Leben
Augusto de Campos studierte Rechtswissenschaften an der Universität von São Paulo und veröffentlichte 1951 seinen ersten Gedichtband O rei menos o reino. Er gründete 1952 mit Décio Pignatari und seinem Bruder Haroldo de Campos die Zeitschrift Noigandres. Die drei waren in der Gruppe von brasilianischen Literaten, die sich mit der Konkreten Poesie auseinandersetzte und 1956 an einer Ausstellung zur Konkreten Kunst im Museu de Arte Moderna de São Paulo teilnahm. Er schrieb mehrere Aufsätze über die konkrete Poesie. Die ab den 1980er Jahren radikal sich ändernden technischen Möglichkeiten nahm er in seine Kunst auf. 
Campos übersetzte Autoren wie Stéphane Mallarmé, James Joyce (Finnegans Wake), Ezra Pound (The Cantos), Wladimir Majakowski, Arnaut Daniel, Rainer Maria Rilke und E. E. Cummings ins Portugiesische.  1979 erhielt er für den Gedichtband Verso, Reverso Controverso den Prêmio Jabuti in der Kategorie Übersetzungen und wurde 1993 erneut mit dem Preis ausgezeichnet. 
Er sorgte für eine Neubewertung der Werke von Oswald de Andrade, Patrícia Rehder Galvão, bekannt als Pagu, und Sousândrade und schrieb als Musikkritiker über die zeitgenössische Musik des 20. Jahrhunderts.

## Werke (Auswahl)
- Rimbaud livre. 1992
- Rilke: poesia-coisa. Text dt. und portug. Rio de Janeiro : Imago 1994 ISBN 85-312-0346-5
- Pagu: Vida-Obra. 1982
- Verso, Reverso Controverso. 1978
- Caixa preta. 1975 mit Julio Plaza
- Poembiles. 1974